# Grondona (Piemont)
Grondona (piemontesisch Grondòuna, ligurisch Grondonn-a)  ist eine Gemeinde mit 468 (Stand 31. Dezember 2023) Einwohnern in der italienischen Provinz Alessandria (AL), Region Piemont.

## Lage und Einwohner
Die Gemeinde Grondona liegt 43 km südöstlich von der Provinzhauptstadt Alessandria an der Grenze zu Ligurien, auf einer Höhe von 303 m über dem Meeresspiegel. Die Gemeinde liegt am kleinen Fluss Spinti, einem Nebenfluss der Scrivia, und ist die einzige Gemeinde, die vollständig im gleichnamigen Tal liegt. Das Spinti-Tal ist nahezu unberührt und das obere Tal ist noch sehr wild und natürlich.  Das Gemeindegebiet umfasst eine Fläche von 25,79 km² und hat 1120 (Stand 31. Dezember 2023) Einwohner.
Nachbargemeinden sind Arquata Scrivia, Borghetto di Borbera, Isola del Cantone (GE), Roccaforte Ligure und Vignole Borbera.

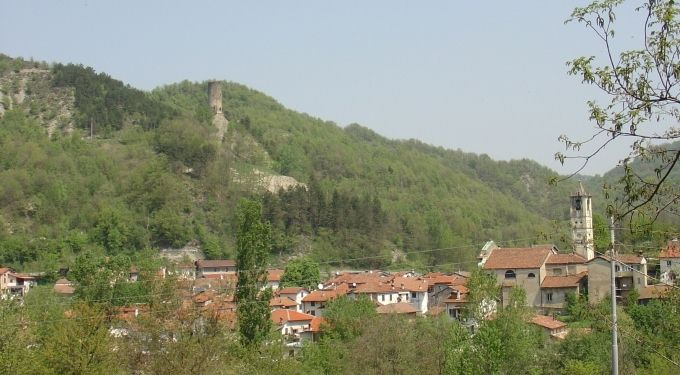
Panorama von Grondona

## Geschichte
Der Ortsname wird ab 1158 durch die Formen „Grundona“ und „Grondona“ bezeugt und leitet sich höchstwahrscheinlich vom mittelalterlichen lateinischen Wort „Gronda“ ab, dessen Bedeutung im weiteren Sinne „ein abschüssiges Gelände, in dem sich befindet“.
Seine Ursprünge reichen bis ins Mittelalter zurück. Ursprünglich gehörte es dem Markgrafen von Gavi, der es 1085 an den Subdiakon Girvino verkaufte. Anschließend fiel es unter die Gerichtsbarkeit der Gemeinde Tortona, der Friedrich I. im Jahr 1176 seinen Besitz bestätigte. Als Lehnsgut der Familie Fieschi war es in die Ereignisse im Zusammenhang mit der gescheiterten Verschwörung seines Herrn Gian Luigi verwickelt.
Im 16. Jahrhundert folgte die Herrschaft Doria, die es in das Lehen der Gemeinde Fabbrica Curone eingliederte. 1797 wurde es Teil der Ligurischen Republik, 1805 des Französischen Kaiserreichs und 1815 Teil des Königreichs Sardinien und damit Teil der Provinz Alessandria und damit auch Teil des Piemont zu werden.
Von 1943 bis 1945 kam es in den Ortsteilen zu Kämpfen zwischen Nazifaschisten und Partisanen. Grondona wurde am 27. April 1945 befreit.
1968 erhielt es von der Gemeinde Roccaforte Ligure die Ortsteile Cà di Lemmi und Lemmi.

## Sehenswürdigkeiten

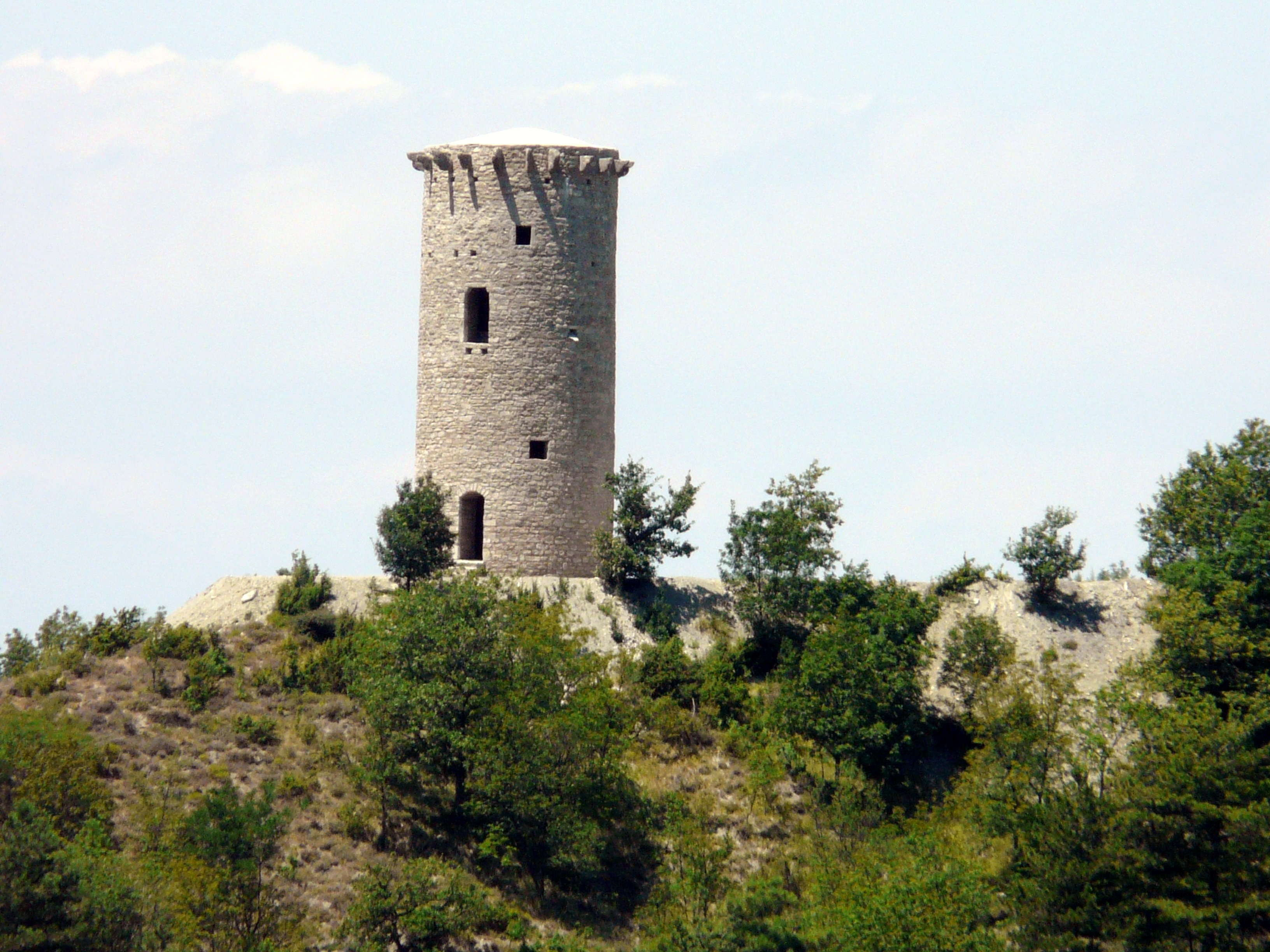
Der Turm, einziger Rest der Burg

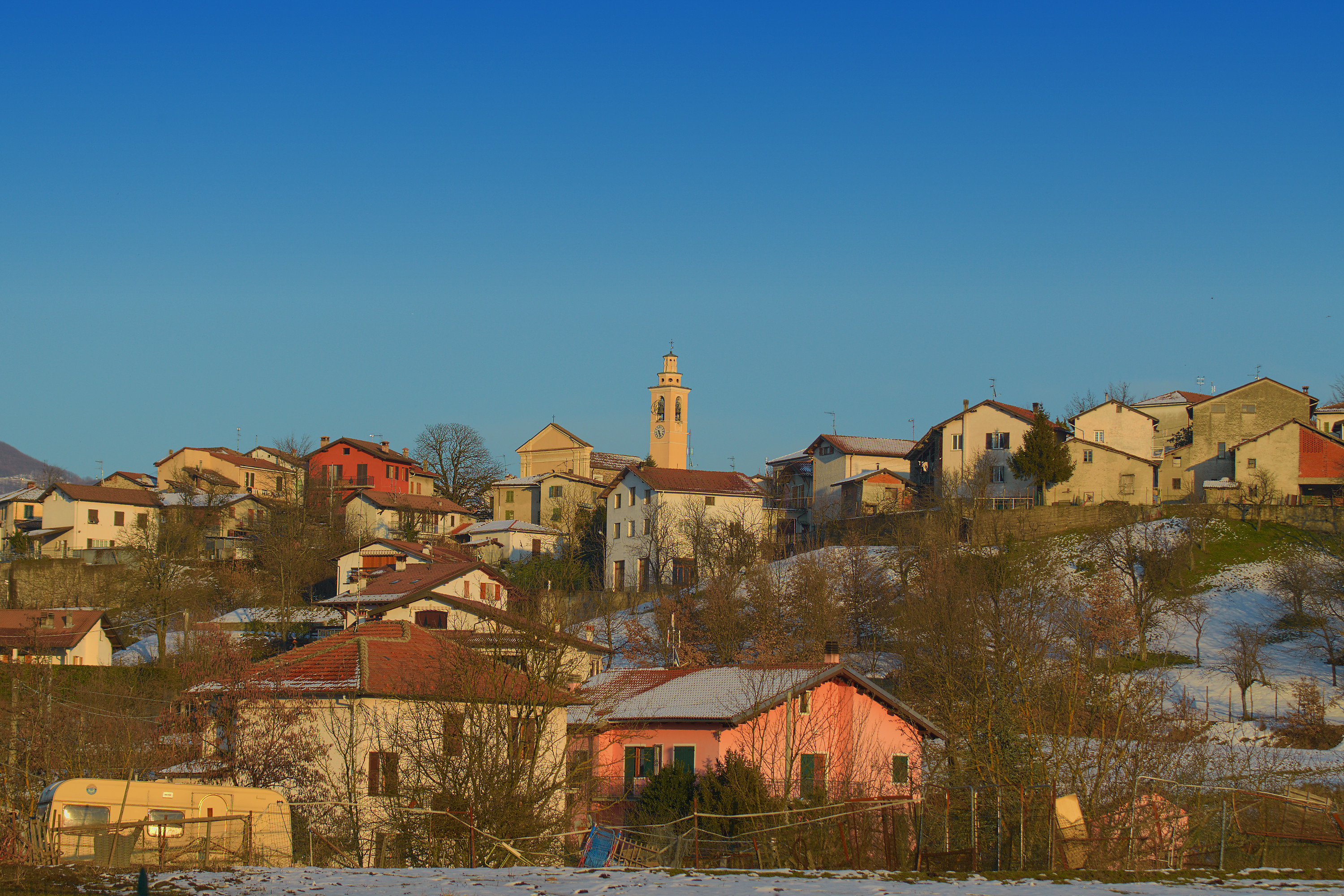
Die Fraktion Variana

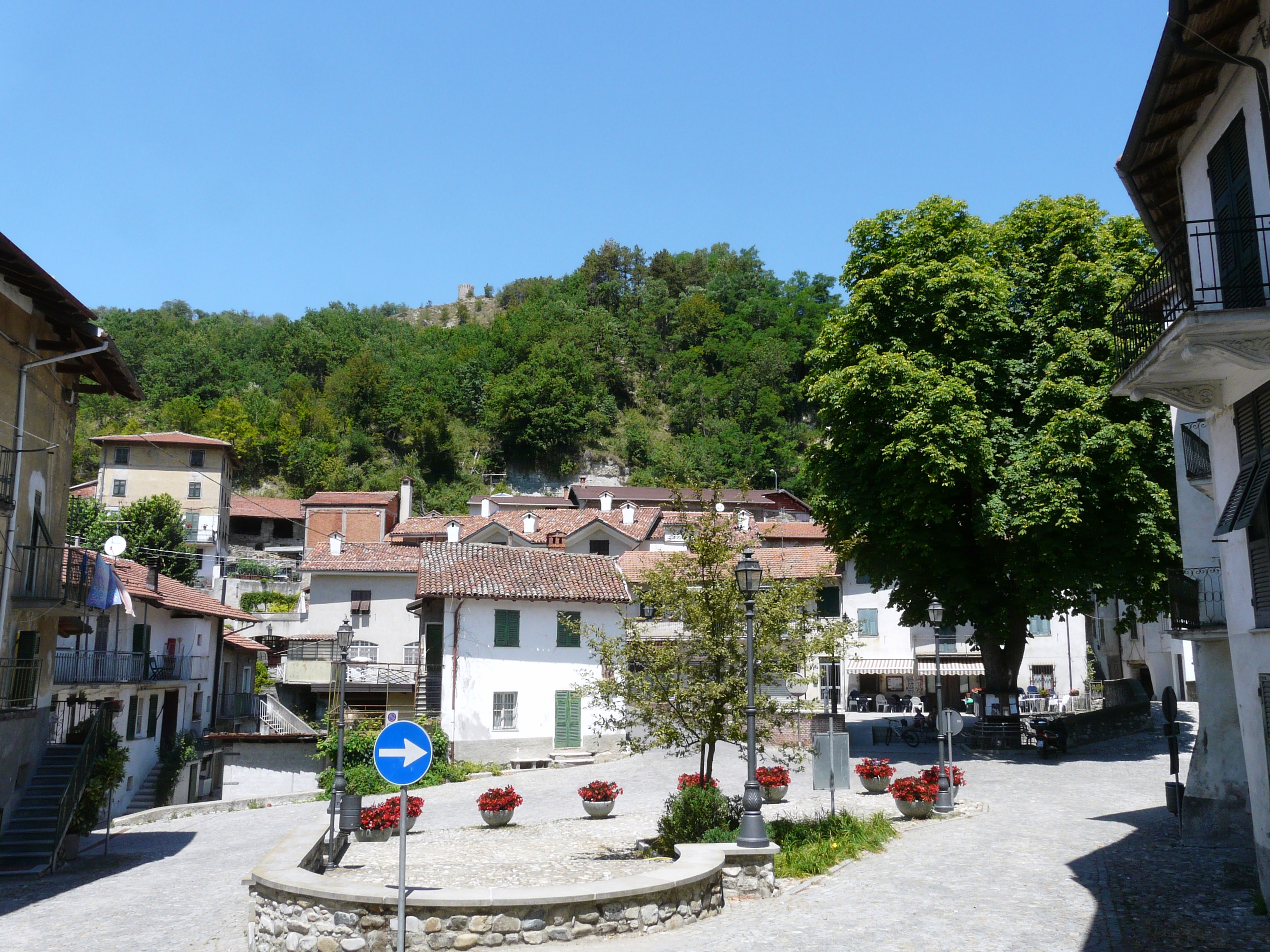
Dorfplatz von Grondona

- Die ländliche Annunziata-Kirche im romanischen Stil mit rechteckigem Grundriss, in deren Inneren Fresken aus der Pavia-Schule aus dem Ende des 15. Jahrhunderts zu bewundern sind.
- Die Pfarrkirche Mariä Himmelfahrt, heute eine Friedhofskirche, wurde 1865 auf einem früheren Oratorium erbaut, das den Heiligen Fabiano und Sebastiano gewidmet war, und beherbergt Fresken aus dem 18. Jahrhundert, die den Brüdern Franceschino und Manfredino Boxilio aus Castelnovesi zugeschrieben werden, sowie Skulpturen aus dem 15. Jahrhundert.[3]
- Der Turm ist das Überbleibsel der Burg von Grondona, nachdem diese am 23. April 1934 mit dem Berg Asserello über der Stadt einstürzte, was 10 Todesopfer, viele Verletzte und die Zerstörung zahlreicher Häuser zur Folge hatte.[4]